# Francisco Comesaña
Francisco Comesaña (* 6. Oktober 2000 in Mar del Plata) ist ein argentinischer Tennisspieler.

## Karriere
Comesaña spielte bis gelegentlich 2017 auf der ITF Junior Tour. In der Jugend-Rangliste erreichte er mit Rang 275 seine höchste Notierung.
2017 spielte er sein erstes Profiturnier und platzierte sich erstmals in der Tennisweltrangliste. Bei den Turnieren der ITF Future Tour schaffte er 2019 im Einzel das erste Mal den Einzug ins Halbfinale, während er im Doppel den ersten Titel gewann. In diesem Jahr stand er das erste Mal in den Top 1000. In der verkürzten Saison 2020 gewann er den zweiten Doppel-Titel. 2021 erlangte er bei Futures in Europa gute Ergebnisse, sieben Finals konnte er erreichen, von denen er aber nur eines gewann. Das reichte dennoch für einen Platz unter den besten 500 Spielern im Einzel. Anfang 2022 spielte er sein erstes Turnier der ATP Challenger Tour in Santa Cruz, als er im Doppel das Halbfinale erreichte und im Einzel die Nummer 131 der Welt Tomás Martín Etcheverry besiegte. Kurz darauf gewann er den zweiten Einzel-Future-Titel, der ihn in die Top 400 brachte. In Coquimbo zog er bei einem Challenger erstmals ins Halbfinale ein. Im Doppel schaffte er in Vicenza an der Seite von Luciano Darderi den ersten Titel dieser Tour zu gewinnen. Selbiges gelang ihm drei Wochen später in Corrientes im Einzel und direkt in der Folgewoche in Buenos Aires. Die gewonnenen Turniere waren die niedrigsten innerhalb der Challenger Tour, brachten ihn kurz darauf aber auf sein Karrierehoch von 204 im Einzel. Er konnte dadurch bei Challengers direkt im Hauptfeld starten. Bei den verbliebenen 10 Turnieren bis Jahresende verlor Comesaña allerdings jedes Mal in der ersten Runde, darunter auch bei der Qualifikation zu den US Open. Im Doppel kam er neben dem Titel mit drei Halbfinals zu einem Karrierehoch von Platz 300.

## Erfolge
| Legende (Anzahl der Siege) |
| Grand Slam                 |
| ATP Finals                 |
| ATP Tour Masters 1000      |
| ATP Tour 500               |
| ATP Tour 250               |
| ATP Challenger Tour (9)    |

### Einzel

#### Turniersiege
| Nr. | Datum             | Turnier          | Belag     | Finalgegner            | Ergebnis       |
| --- | ----------------- | ---------------- | --------- | ---------------------- | -------------- |
| 1.  | 19. Juni 2022     | Corrientes       | Sand      | Mariano Navone         | 6:0, 6:3       |
| 2.  | 26. Juni 2022     | Buenos Aires (1) | Sand      | Mariano Navone         | 6:4, 6:0       |
| 3.  | 4. Juni 2023      | Vicenza          | Sand      | Pablo Llamas Ruiz      | 3:6, 6:2, 6:2  |
| 4.  | 6. August 2023    | Liberec          | Sand      | Toby Kodat             | 6:2, 6:4       |
| 5.  | 21. April 2024    | Oeiras           | Sand      | Ugo Blanchet           | 6:4, 3:6, 7:5  |
| 6.  | 6. Oktober 2024   | Buenos Aires (2) | Sand      | Federico Coria         | 1:6, 7:67, 6:4 |
| 7.  | 24. November 2024 | São Paulo        | Hartplatz | Thiago Agustín Tirante | 7:5, 4:6, 6:4  |

### Doppel

#### Turniersiege
| Nr. | Datum          | Turnier      | Belag | Partner             | Finalgegner                                | Ergebnis          |
| --- | -------------- | ------------ | ----- | ------------------- | ------------------------------------------ | ----------------- |
| 1.  | 29. Mai 2022   | Vicenza      | Sand  | Luciano Darderi     | Matteo Gigante Francesco Passaro           | 6:3, 7:64         |
| 2.  | 29. April 2023 | Buenos Aires | Sand  | Thiago Seyboth Wild | Hernán Casanova Santiago Rodríguez Taverna | 6:3, 6:75, [10:6] |